# Línea D9 (Montevideo)

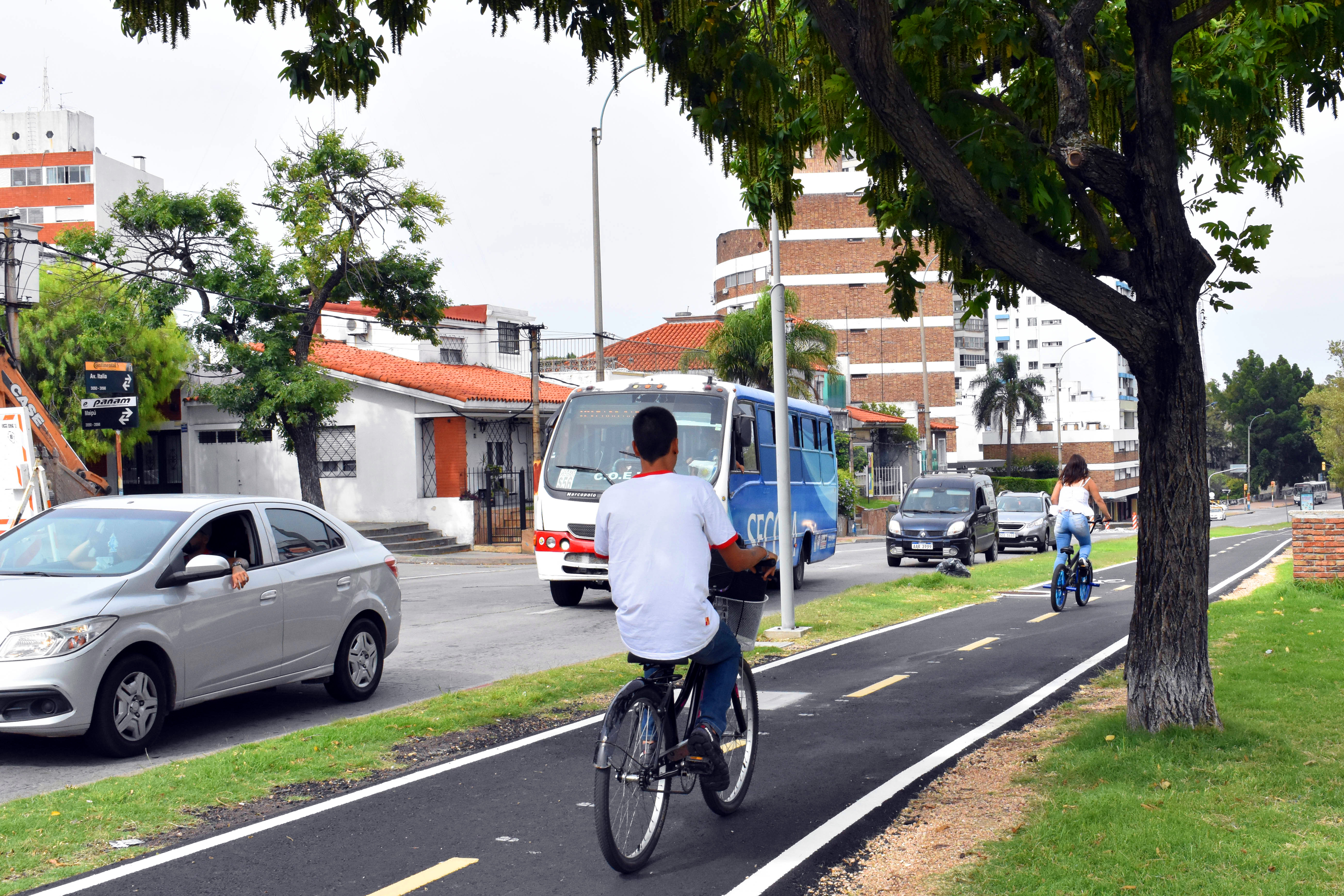
Histórica unidad en la línea D9 circulando por Avenida Italia.

La línea D9 de la red de transporte urbano de Montevideo es una línea diferencial que une la Ciudad Vieja con Paso Carrasco.

## Características
Su destino y último descenso se encuentra en la intersección de las avenidas Monterrey y Wilson Ferreira Aldunate. 
Desde el año 2020, a raíz de la emergencia sanitaria por covid-19, esta línea tuvo muchos cambios en su oferta de horarios, incluso, durante algunos meses dejó de funcionar, retomándose con horarios muy escasos, pero a partir de mediados de 2021 -mediante resolución del Gobierno de Montevideo- se determino que esta línea aumente su frecuencia a un aproximado de 45 minutos y ofrezca sus servicios de lunes a viernes. Como dato extra, esta línea cuenta con buses eléctricos e híbridos marca Yutong, las mismas cuentan con aire acondicionado y accesibilidad universal. Desde 2022 esta línea -al igual que todas las diferenciales- también comenzó a expedir el boleto de 2 horas, con el cual se puede combinar con líneas urbanas y entre sí. Para acceder a este boleto, el usuario deberá contar siempre con su tarjeta STM. A partir del 28 de julio de 2023 se realiza el último cambio en su recorrido, precisamente en la zona de Ciudad Vieja.

## Recorridos
Circula los siguientes barrios de Montevideo: Ciudad Vieja, Centro, Cordón, Barrio Tres Cruces, La Blanqueada, Buceo, Malvín Norte, La Cruz de Carrasco, Carrasco Norte y la ciudad de Paso Carrasco en Canelones.
| LÍNEA D9 |

| Ida (Ciudad Vieja) - Juan L. Cuestas - Buenos Aires - Circunvalación Plaza Independencia - Avenida 18 de Julio - Bulevar Artigas - Avenida Italia - Avenida Estanislao López - Hipólito Yrigoyen - Camino Carrasco - Avenida Wilson Ferreira Aldunate - Eduardo Acevedo - Monterrey | Vuelta (Paso Carrasco) - Avenida Wilson Ferreira Aldunate - Camino Carrasco - Hipólito Yrigoyen - Isidoro Larraya - Veracierto - Ingeniero R.V.Mesures - Hipólito Yrigoyen - Avenida Italia - Salvador Ferrer Serra - Juan Paullier - Avenida 18 de Julio - Circunvalación Plaza Independencia - Ciudadela - 25 de Mayo - Juncal - Cerrito Continúa sin espera... |

## Horarios
| Lunes a viernes                        | Salida | Estadio Centenario | Cno. Carrasco e H. Yrigoyen | Llegada |
| -------------------------------------- | ------ | ------------------ | --------------------------- | ------- |
| Primer salida desde Estadio Centenario | X      | 05:35              | 05:50                       | 06:05   |
| Última salida desde Ciudad Vieja       | 20:05  | 20:35              | 20:50                       | 21:00   |

| Lunes a viernes                          | Salida | Cno. Carrasco e H. Yrigoyen | Estadio Centenario | Llegada |
| ---------------------------------------- | ------ | --------------------------- | ------------------ | ------- |
| Primer salida desde P Carrasco/Monterrey | 06:15  | 06:30                       | 06:45              | 07:05   |
| Última salida desde P Carrasco/Monterrey | 19:15  | 19:30                       | 19:50              | 20:05   |

Vigencia de Horarios: Invierno 2022. Nota: Los horarios en lugares marcados con ¨X¨ se debe a que el bus inicia o termina su recorrido en el lugar anterior o siguiente y no pasará por dicha parada.

## Paradas
| Ida - ...Cerrito y Bartolomé Mitre - Cerrito y Treinta Y Tres - Cerrito y Zabala - Cerrito y Colón - Cerrito y Juan L. Cuestas - Juan L. Cuestas y Washington - Buenos Aires y Guaraní - Buenos Aires y Colón - Buenos Aires y Misiones - Buenos Aires y Ituzaingó - Avenida 18 de Julio y Río Branco - Avenida 18 de Julio frente a Plaza Cagancha - Avenida 18 de Julio y Ejido - Avenida 18 de Julio y Tacuarembó - Avenida 18 de Julio y Gaboto - Avenida 18 de Julio y Doctor Pablo de María - Avenida 18 de Julio y Doctor Joaquín Requena - Avenida 18 de Julio y Doctor Mario Cassinoni - Avenida Italia y Morales - Avenida Italia y Presidente Batlle - Avenida Italia y Avenida Américo Ricaldoni - Avenida Italia y Pedro Escuder Núñez-Hospital de Clínicas - Avenida Italia y Avenida Luis Alberto de Herrera - Avenida Italia y Bulevar José Batlle y Ordóñez - Avenida Italia y Comercio - Avenida Italia y Alto Perú - Avenida Italia y Santana - Hipólito Yrigoyen y Avenida Italia - Hipólito Yrigoyen y Godoy - Hipólito Yrigoyen e Iguá - Hipólito Yrigoyen y Luis Cluzeau Mortet - Hipólito Yrigoyen y Dr. Meliton Romero - Hipólito Yrigoyen y Camino Carrasco - Camino Carrasco y Pedro Cosio - Camino Carrasco y Camino Oncativo - Camino Carrasco y Etna - Camino Carrasco y Camino José Strassener-Coca Cola - Camino Carrasco y Servidumbre de Paso - Camino Carrasco y Cooper - Camino Carrasco y Santa Mónica - Avenida Wilson Ferreira Aldunate y Pedro Figari - Avenida Wilson Ferreira Aldunate y Doctor Horacio García Lagos - Avenida Wilson Ferreira Aldunate y Sersale - Avenida Wilson Ferreira Aldunate y Avenida Calcagno - Terminal Monterrey-Paso Carrasco | Vuelta - Terminal Monterrey-Paso Carrasco - Avenida Wilson Ferreira Aldunate y Avenida Calcagno - Avenida Wilson Ferreira Aldunate y Sersale - Avenida Wilson Ferreira Aldunate y Coronel Graña - Avenida Wilson Ferreira Aldunate y Pedro Figari - Camino Carrasco y Santa Mónica - Camino Carrasco y Cooper - Camino Carrasco y Servidumbre de Paso - Camino Carrasco y Camino José Strassener-Coca Cola - Camino Carrasco y Martín Usabiaga Sala - Camino Carrasco y Camino Oncativo - Camino Carrasco y Doctor Emilio Ravignani - Camino Carrasco e Hipólito Yrigoyen - Ingeniero R. V. Mesures e Hipólito Yrigoyen - Hipólito Yrigoyen y Luis Cluzeau Mortet - Hipólito Yrigoyen e Iguá - Hipólito Yrigoyen y Godoy - Hipólito Yrigoyen y Avenida Italia - Avenida Italia y J.J. Dessalines - Avenida Italia y Alto Perú - Avenida Italia y Comercio - Avenida Italia y Bulevar José Batlle y Ordóñez - Avenida Italia y Doctor Francisco Simón - Avenida Italia y Avenida Luis Alberto de Herrera - Avenida Italia y Pedro Escuder Núñez - Hospital de Clínicas - Avenida Italia y Avenida Centenario - Avenida Italia y Presidente Berro - Doctor Salvador Ferrer Serra y Acevedo Díaz - Terminal Tres Cruces - Avenida 18 de Julio y Alejandro Beisso - Avenida 18 de Julio y Arenal Grande - Avenida 18 de Julio y Gaboto - Avenida 18 de Julio y Tacuarembó - Avenida 18 de Julio y Ejido - Avenida 18 de Julio frente a Plaza Cagancha - Avenida 18 de Julio y Convención - Ciudadela y Rincón - Juncal y Cerrito - Parte sin espera a la próxima parada... |